# Trần Lập Nông
Trần Lập Nông (tiếng Trung: 陳立農, sinh ngày 3 tháng 10 năm 2000) là một ca sĩ, diễn viên người Đài Loan đang hoạt động ở Trung Quốc đại lục. Trần Lập Nông tham gia show sống còn Idol Producer và ra mắt với tư cách thành viên nhóm nhạc nam Nine Percent với vai trò vocal. Trần Lập Nông ra mắt album đầu tay 'Unbelonging' vào 29 tháng 5 năm 2020, chiếm giữ kỉ lục album đầu tay bán chạy nhất tại Trung Quốc năm 2020.

## Đời tư
Trần Lập Nông sinh ra ở Cao Hùng, Đài Loan nơi anh được phát hiện ra bởi A Legend Star Entertainment Corp và được đào tạo trong 6 tháng trước khi đến Trung Quốc đại lục.

## Quá Trình Sự nghiệp

### 2015 - 2019
Vào ngày 20 tháng 6 năm 2015, cùng với sự hỗ trợ của mẹ, Trần Lập Nông đã đi xe từ Cao Hùng đến Đài Bắc để tham gia buổi thử giọng đầu tiên tại Đài Loan của cuộc thi "Cube Star World Auditions 2015". Cuộc thi này là sự hợp tác của Cube Entertainment của Hàn Quốc và MTV của Đài Loan. Cuối cùng, anh đã ký hợp đồng với Legendary Star Entertainment.
Vào tháng 8 năm 2016, anh đến Đài Bắc để học trung học, công ty đề nghị anh nên tập trung hoàn thành việc học tập của khoa biểu diễn ở trường trung học.
Tháng 12 năm 2017, anh tham gia ghi hình cho chương trình "Idol Produce", là chương trình thực tập sinh thần tượng đầu tiên ở Trung Quốc.
Vào ngày 19 tháng 1 năm 2018, sau khi tập đầu tiên được phát sóng với màn biểu diễn "Cô Gái"- Vi Lễ An sự nổi tiếng của anh đã tăng vọt với vô số người hâm mộ, giành vị trí đầu tiên trong danh sách 24 giờ và danh sách hàng tuần.
Trong suốt chương trình, anh đã thể hiện cho các HLV và khán giả thấy được năng lực và tiềm lực hát, nhảy, rap của bản thân. Với tích cách hòa đồng, dễ thương, hài hước anh đã thu hút được cho mình lượng fan hâm mộ đông đảo.
Vào ngày 6 tháng 4 năm 2018, tại chung kết "Idol Produce", Trần Lập Nông đã giành vị trí thứ hai với tổng số 20,441,802 phiếu bầu  và trở thành thành viên của đội nam 9 thành viên - NINE PERCENT chính thức xuất đạo.
Vào ngày 13 tháng 5 năm 2018, buổi gặp gỡ đầu tiên với giới truyền thông Đài Loan đã được tổ chức tại Đài Bắc.
Vào 3 tháng 10 năm 2018, Trần Lập Nông ra mắt single mang tên "I Am Yours (我是你的)".
Vào 1 tháng 1 năm 2019, Anh cũng ra mắt một bài hát khác với tên "Half of it is Me (一半是我)".
Sau khi phát hành bài hát, Trần Lập Nông được bình chọn là ở vị trí thứ 6 trong top những ngôi sao có tầm ảnh hưởng lớn nhất Trung Quốc từ tháng 5 đến tháng 6 năm 2018 cùng với các thành viên Nine Percent-Thái Từ Khôn, Phạm Thừa Thừa và Chu Chính Đình lần lượt ở vị trí thứ 1, thứ 7 và thứ 8.
Vào 6 tháng 10 năm 2019, Nine Percent chính thức tan rã.
Vào ngày 12 tháng 10 năm 2019, Trần Lập Nông đã tham dự concert chia tay "Limited Memory" tại Quảng Châu, Trung Quốc và chính thức rời nhóm.
Vào ngày 19 tháng 11 năm 2019, ký hợp đồng với Universal Music tại Bắc Kinh.
Vào 31 tháng 10 năm 2019, anh ra mắt single mang tên "Exclusive Contract (专属合约)". Teaser MV cho bài hát ra mắt vào 4 tháng 11, cùng với MV ra mắt ngày 11 tháng 11.

### 2020 - Hiện tại

#### Album đầu tiên
Vào 29 tháng 5, 2020, Trần Lập Nông ra mắt full album solo đầu tiên "Unbelonging (格格不入)".
Album gồm 12 bài hát, 2 bài trong số đó hợp tác với ca sĩ khác, Hailee Steinfeld và Từ Giai Oánh. Kể từ khi phát hành, album đã được xác nhận là đã đạt được chứng nhận kim cương kép bởi QQ Music, với hơn 500.000 album được bán ra trên nền tảng này. Doanh số trên các nền tảng âm nhạc số như Kugo, Kuwo hay NetEase cũng cực cao.
Một thông cáo báo chí chính thức của UMGC tuyên bố rằng album " đạt chứng nhận kim cương trong vòng một phút sau khi phát hành", với hơn 4,5 triệu bản bán lẻ trong vòng 12 giờ đầu tiên được bán. Chưa dừng lại ở đây, album đầu tay của anh còn chiếm giữ vị trí đứng đầu trên hàng loạt các bảng xếp hạng, lập tức chiếm giữ kỉ lục album đầu tay bán chạy nhất tại Trung Quốc năm 2020.

#### Phim điện ảnh đầu tiên
Vào 4 tháng 12, 2020, một bộ phim giả tưởng mang tên Xích Hồ Tiên Sinh đã được công chiếu tại Trung Quốc đại lục và các nước Úc, New Zealand, Singapore, Thái Lan, Hồng Kông, Malaysia và Hàn Quốc.
Trong đó anh đóng một trong những nhân vật chính, Vương Tử Tiến, cùng với bạn diễn Lý Hiện. Bộ phim thu được 19.500.000 USD tại phòng vé Trung Quốc.
Vào ngày 28 tháng 6 năm 2021, Chen Linong đã hưởng ứng lời kêu gọi của nữ nghệ sĩ Jia Yongjie để quyên góp HFNC , PAPR và các thiết bị y tế khác cho bệnh viện trong đợt dịch COVID-19 nghiêm trọng ở Đài Loan. Jia Yongjie đã đề cập trên Facebook: Chen Linong quyên góp một triệu (TWD)
Năm 2022, anh tập trung vào việc phát hành album nhạc và MV ngoài ra còn tham gia vào nhiều show truyền hình thực tế.

## Danh sách đĩa và album

### Các bài thi trong Idol Producer
| Vòng                    | Tiết mục                 | Nguyên gốc    | Vị trí | Hợp tác cùng |
| ----------------------- | ------------------------ | ------------- | ------ | --- |
| Xếp Lớp                 | Cô Gái                   | Vi Lễ An      | Lớp A  | - |
| Vòng 1 Ca khúc chủ đề   | Ei Ei                    | Idol Producer |        | 100 thực tập sinh |
| Vòng 2 Đánh giá nhóm    | Nghệ Sĩ Vĩ Đại           | Thái Y Lâm    | Vocal  | Nhóm Venus: J-ONE, Tôn Hạo Nhiên, Hầu Hạo Nhiên, Bối Hoành Lân, Trương Dịch Hiên                                         |
| Vòng 3 Đánh giá vị trí  | Điều hoài niệm trong anh | Tôn Yến Tư    | Vocal  | Nhóm Ngày Mưa: Vưu Trưởng Tĩnh, Lý Quyền Triết, Hàn Bá Mộc                                                               |
| Vòng 4 Đánh giá concept | Firewalking              | Idol Producer | Center | Nhóm 7/12: Lâm Ngạn Tuấn, Lý Quyền Triết, Mộc Tử Dương, Lâm Siêu Trạch, Linh Siêu, Dư Minh Quân                          |
| Hợp tác cùng HLV        | Cai thuốc                | Lý Vinh Hạo   | Vocal  | Lý Vinh Hạo, Vưu Trưởng Tĩnh, Chu Chính Đình, Linh Siêu, Dương Phi Đồng, Lục Định Hạo, Mộc Tử Dương                      |
| Vòng 5 Đánh giá debut   | Mack daddy               | Idol Producer | Rapper | Phạm Thừa Thừa, Chu Chính Đình, Thái Từ Khôn, Vương Tử Dị, Bốc Phàm Chu Tinh Kiệt, Tiền Chính Hạo, Tần Phấn, Từ Thánh Ân |
| Chung Kết               | Forever                  | Idol Producer | Vocal  | Top 20 Idol Producer |

Album cá nhân
| Tựa đề                                                     | Chi tiết album | Sales           |
| ---------------------------------------------------------- | --- | --------------- |
| 《Unbelonging》《格格不入》                                | - Ra mắt: 29 tháng 5 năm 2020 - Ngôn ngữ: Tiếng Trung - Label: 环球唱片 - Định dạng: digital download, streaming Tracklisting 1. This is How I Feel You（我梦见你） 2. Unbelonging（格格不入） 3. Unsure feat. Từ Giai Oánh（一无所知 feat.徐佳瑩） 4. Masterpiece Chinese Ver.（万分之一） 5. Lost In You（温柔时空） 6. Unmask（卸妆卸装） 7. Taste Of Summer（夏日滋味） 8. Shoulda Woulda Coulda（早该知道） 9. The Last Chapter（最后章节） 10. My Fantasy（统计学改） 11. I Was Yours（曾经男孩） 12. Masterpiece feat. Hailee Steinfeld | - CHN: 703,944+ |
| 《The Heliocentrism》《日心说》                            | - Ra mắt: Ngày 31 tháng 12 năm 2021 - Ngôn ngữ: Tiếng Trung - Label: 环球唱片 - Định dạng: digital download, streamingTracklisting 1. Move On ( 翻篇 ) 2. See You There ( 不散 ) 3. Grown ( 敬长大 ) 4. The Heliocentrism ( 日心说 ) 5. Thunder ( 反转未来 ) 6. Choose Again ( 重新选择 ) 7. The Light Within ( 初心的向阳 ) 8. Love Me More ( 爱我多一些 ) 9. Always Be There For Me ( 旧厝的瓦斯炉 ) 10. Pass Me By ( 往幸福的路上 ) 11. Marry Me Tonight ( 今晚嫁给我吧 ) 12. Yogurt Love ( 青春的酸也很甜 )                                |                 |
| 《By The Name of Youth Scene I - Love》《青春为名 - 恋》   | - Ra mắt: Ngày 6 tháng 6 năm 2024 Tracklisting 1. Nice To Meet You（很高兴认识你） 2. The Distance（一杯水的距离） 3. Be a Man（这晚风） 4. Still Loving You（还爱着你） 5. Broken Hearts Gallery（失恋博物馆） 6. Proustian Effect （有没有一种可能） |                 |
| 《By The Name of Youth Scene II - Tears》《青春为名 - 泪》 | - Ra mắt: Ngày 19 tháng 8 năm 2024 Tracklisting 1. By The Name of Youth （青春为名） 2. Love Again（爱会去） 3. Compromise（委屈求全） 4. Tears of Remembrance（明天会忘了谁的眼泪） 5. September（九月） 6. No Tears in Paradise（天堂没有眼泪） |                 |

### Album nhóm
| Ngày phát hành | Tên abum          | Tên bài hát | Ghi chú           |
| -------------- | ----------------- | --- | ----------------- |
| 20/11/2018     | To The Nine       | 《Ei喔Ei喔 \| Ei Oh Ei Oh》 《一起跳舞吧 \| Let's Dance Together》 《了不起的9% \| Extraordinary 9%》 《创新者 \| Rule Breaker》 《I Need A Doctor》 《Good Things》 《离不开 I Inseparable》 | Nhóm NINE PERCENT |
| 26/09/2019     | More Than Forever | 《梦 \| Dream》- Thái Từ Khôn 《为你绽放 \| Blooming For You》- Trần Lập Nông 《Umbrella》- Phạm Thừa Thừa 《挣脱 \| Break Free》- Justin \| Hoàng Minh Hạo 《Like A Star》 - Lâm Ngạn Tuấn 《Hi Buddy》- Chu Chính Đình 《Lovelab》- Vương Tử Dị 《热气球 \| Hot Air Balloon》- Tiểu Quỷ 《Maybe Someday 》- Vưu Trưởng Tĩnh | Nhóm NINE PERCENT |

### Đĩa đơn
| Tựa đề                                                                       | Năm  | Vị trí trên bảng xếp hạng | Vị trí trên bảng xếp hạng | Sales             |
| Tựa đề                                                                       | Năm  | CHN                       | CHN                       | Sales             |
| Tựa đề                                                                       | Năm  | Billboard                 | QQ Music Top 20           | Sales             |
| ---------------------------------------------------------------------------- | ---- | ------------------------- | ------------------------- | ----------------- |
| "I'm Yours" (我是你的)                                                       | 2018 | 5                         | —                         | - CHN: 2,144,795+ |
| "Half of it is Me" (一半是我)                                                | 2019 | 1                         | —                         | - CHN: 2,856,065+ |
| "专属合约"                                                                   | 2019 | —                         | —                         | —                 |
| "A close-up of happiness" (幸福特写)                                         | 2020 | —                         | —                         | —                 |
| "桃浦男孩 (Taopu Boy)"                                                       | 2020 | —                         | —                         | - CHN: 238,351+   |
| "BEST造就王者"                                                               | 2020 | —                         | —                         | —                 |
| "Little flowers (小小花朵)"                                                  | 2021 | —                         | —                         | —                 |
| "—" denotes releases that did not chart or were not released in that region. |      |                           |                           |                   |

### Nhạc phim
| Tựa đề                                                                              | Năm  | Vị trí trên bảng xếp hạng | Vị trí trên bảng xếp hạng | Album                   |
| Tựa đề                                                                              | Năm  | CHN                       | CHN                       | Album                   |
| Tựa đề                                                                              | Năm  | Billboard                 | QQ Music Top 20           | Album                   |
| ----------------------------------------------------------------------------------- | ---- | ------------------------- | ------------------------- | ----------------------- |
| "Reborn" (解码游戏)                                                                 | 2018 | —                         | —                         | Reborn OST              |
| "Hi Roommate" (Hi室友)                                                              | 2018 | —                         | —                         | Hi Roommate OST         |
| "There's a Dream" (有梦可待)                                                        | 2019 | 55                        | —                         | Behind The Scenes OST   |
| "A Glorious Future" (前程似锦) (with Li Xian)                                       | 2019 | —                         | 2                         | Soul Snatcher OST       |
| "闪电起航" (with Liu Xiang, Tian Liang, Silence Wang, Yumiko Cheng and Hứa Giai Kì) | 2020 | —                         | —                         | XJR Sports Carnival OST |
| "年少無邪" (with Li Xian)                                                           | 2020 | —                         | —                         | Soul Snatcher OST       |
| "—" denotes releases that did not chart or were not released in that region.        |      |                           |                           |                         |

## Phim và các chương trình

### Điện Ảnh
| Năm  | Tên Tiếng Việt                    | Tên gốc  | Vai           | Ghi chú              |
| ---- | --------------------------------- | -------- | ------------- | -------------------- |
| 2020 | Xích Hồ Tiên Sinh (Soul Snatcher) | 赤狐书生 | Vương Tử Tiến | Hợp tác cùng Lý Hiện |

### Phim ngắn và tài liệu
| Năm  | Tên phim                                | Tên gốc                | Ghi chú                                                                   |
| ---- | --------------------------------------- | ---------------------- | ------------------------------------------------------------------------- |
| 2019 | Siêu nhân bóng tối                      | 《影子超人》           | Phim ngắn Trần Lập Nông x Shufujia                                        |
| 2019 | Theo chân Tiên Hạc                      |                        | Phim tài liệu                                                             |
| 2021 | Màn trình diễn đẹp nhất " Cô gái xa xứ" | 最美表演《远方的姑娘》 | Dự án đặc biệt hàng năm của Sina Entertainment "Tribute to the Brave You" |

### MV cá nhân
| Năm  | Ngày tháng      | Tác phẩm                              | Ghi Chú                 | Album           |
| ---- | --------------- | ------------------------------------- | ----------------------- | --------------- |
| 2020 | Ngày 26 tháng 6 | Lost In You- 溫柔時空                 | Ban Tiexiang, Ariel Lin | Unbelonging     |
| 2020 | Ngày 8 tháng 7  | Unmask - 卸妆卸装                     | Shao Yuwei              | Unbelonging     |
| 2020 | Ngày 24 tháng 7 | Unbelonging - 格格不入                | Song Weien              | Unbelonging     |
| 2022 | Ngày 7 tháng 1  | The Light Within - 初心的向陽         |                         | Thuyết Nhật Tâm |
| 2022 | Ngày 21 tháng 1 | The Heliocentrism - 日心說            | Li Mu                   | Thuyết Nhật Tâm |
| 2022 | Ngày 31 tháng 1 | Always Be There For Me - 舊厝的瓦斯爐 | Yang Jinhua             | Thuyết Nhật Tâm |
| 2022 | Ngày 16 tháng 6 | Đảo Ngược Tương Lai - 反轉未來        |                         | Thuyết Nhật Tâm |

### MV khách mời
| Năm  | Ngày phát hành  | Tên tác phẩm       | Album                   |
| ---- | --------------- | ------------------ | ----------------------- |
| 2020 | Ngày 14 tháng 6 | The Best For You   | "NANA I" Âu Dương Na Na |
| 2020 | Ngày 3 tháng 7  | Tell Me You Do Too | "NANA I" Âu Dương Na Na |
| 2020 | Ngày 16 tháng 7 | TO BE HAPPY        | "NANA I" Âu Dương Na Na |

### Chương Trình Truyền Hình
| Year | Tên Tiếng Việt                             | Tên gốc          | Vị trí         | Ghi chú | Kênh           |
| ---- | ------------------------------------------ | ---------------- | -------------- | --- | -------------- |
| 2018 | Idol Producer                              | 偶像练习生       | Thí sinh       | - Top 2 chiến thắng | IQIYI          |
| 2018 | Happy Camp                                 | 快乐大本营       | Khách mời      | - Tập ngày 03/02/2018. Tham gia cùng Idol Producer | MangoTV        |
| 2018 | Xin Chào Bạn Cùng Phòng                    | Hi室友           | Thành viên     | - Tham gia cùng Chu Khiết Quỳnh, Vương Ngạn Lâm, Hồ Tiên Hú, Kim Tinh, Trương Lệ, Đan Lương, Cao Thu Tử                                                     | IQIYI          |
| 2018 | Ký Ức Hạn Định                             | 限定的记忆       | Thành viên     | - Tham gia cùng NINEPERCENT | IQIYI          |
| 2018 | Cao năng thiếu niên đoàn mùa 2             |                  | Khách mời      | - Tập 10. Tham gia cùng Tiểu Quỷ | Chiết Giang TV |
| 2018 | Happy Camp                                 | 快乐大本营       | Khách mời      | - Tập ngày 02/06/2018. Tham gia cùng NINEPERCENT | MangoTV        |
| 2018 | Nhà Hàng Hoàn Mỹ                           | 完美的餐厅       | Thành viên     | - Tham gia cùng Justin Hoàng Minh Hạo, Vưu Trưởng Tĩnh, Vương Tử Dị                                                                                         | Youku          |
| 2018 | IDOL HITS                                  |                  | Khách mời      | - Tập ngày 23/11/2018. Tham gia cùng NINEPERCENT | IQIYI          |
| 2018 | Hoa Lộ Chi Lữ                              |                  | Thành viên     | - Tham gia cùng NINEPERCENT | IQIYI          |
| 2019 | Miss Voice                                 | 这样唱好美       | Người đánh giá | - Tham gia cùng Lưu Kiến Hoa, Thái Cầm, Tạ Na, Thích Vy, Li Cheng Xuan, Jin Pei Da                                                                          | IQIYI          |
| 2019 | Happy Camp                                 | 快乐大本营       | Khách mời      | - Tập ngày 30/11/2019. Tham gia cùng Ngô Thanh Phong, Phượng Hoàng Truyền Kỳ                                                                                | MangoTV        |
| 2019 | Keep Running mùa 3                         |                  | Khách mời      | - Tham gia cùng Vương Ngạn Lâm | Chiết Giang TV |
| 2020 | Dancing Diamond 52                         | 菱格世代         | Giám khảo      | - Tập 1, 2. | 菱格世代       |
| 2020 | Happy Camp                                 | 快乐大本营       | Khách mời      | - Tập ngày 9/3/2020. Tham gia cùng Vương Ngạn Lâm, Dương Siêu Việt, Hứa Khải                                                                                | MangoTV        |
| 2020 | Thời Quang Tươi Đẹp                        | 美好的时光       | Thành viên     | - Tham gia cùng Lý Vinh Hạo, Uông Tô Lang, Âu Dương Na Na                                                                                                   | Chiết Giang TV |
| 2020 | Đại Hội Thể Thao Của Người Khổng Lồ Tí Hon | 小巨人运动会     | Thành viên     | - Tham gia cùng Uông Tô Lang, Lưu Tường, Hứa Giai Kỳ, Điền Lượng, Trịnh Hy Di                                                                               | MangoTV        |
| 2020 | Này! Bạn đang làm gì đấy?                  | 嘿！你在干嘛呢？ | Khách mời      | - Tham gia cùng Lâm Tuấn Kiệt | MangoTV        |
| 2020 | Keep Running mùa 4                         |                  | Khách mời      | - Tập 11. Tham gia cùng Châu Chấn Nam | Chiết Giang TV |
| 2020 | Thiên Thiên Hướng Thượng                   | 天天 向上        | Khách mời      | - Tập ngày 16/08/2020. Tham gia cùng Đồng Hựu Lâm, Angelababy                                                                                               | MangoTV        |
| 2020 | Sing Or Spin 2                             |                  | Người chơi     | - Tập 5. Tham gia cùng Dương Ngọc Doanh, An Hựu Kỳ, Trương Viễn, Lục Hổ, Hoàng Ân Dục, Lâm Đan                                                              | MangoTV        |
| 2020 | Nhiệm vụ ngọt ngào                         |                  | Khách mời      | - Tập 38 | MangoTV        |
| 2020 | Happy Camp                                 | 快乐大本营       | Khách mời      | - Tập ngày 14/11/2020. Tham gia cùng Lý Hiện, Trương Hàm Vận, Cáp Ni Khắc Tư,Hoàng Minh Hạo                                                                 | MangoTV        |
| 2021 | Happy Camp                                 | 快乐大本营       | Khách mời      | - Tập ngày 27/2/2021. Tham gia cùng Lưu Khải Uy, Uông Tô Lang, Viên San San, Thẩm Lăng                                                                      | MangoTV        |
| 2021 | Happy Camp                                 | 快乐大本营       | Khách mời      | - Tập ngày 03/07/2021. Tham gia cùng Âu Dương Na Na, Lương Tĩnh Khang, Đinh Trình Hâm                                                                       | MangoTV        |
| 2021 | Câu lạc bộ chị em                          | 姐妹俱乐部       | Khách mời      | - Tập ngày 10/7/2021 | IQIYI          |
| 2021 | Keep Running mùa 5                         | 奔跑吧           | Khách mời      | - Tập 13. Tham gia cùng Vu Dương | Chiết Giang TV |
| 2021 | Boom! Heart                                | 扑通扑通的心     | Khách mời      | - Tập 11,12 | MangoTV        |
| 2021 | Anh trai tràn đầy kiêu ngạo                | 牛气满满的哥哥   | Thành viên     | - Tham gia cùng Ngô Hân, Vương Diệu Khánh, Kiều Chấn Vũ, Lý Duy Gia, Ngô Kỳ Long, Nghiêm Ngật Khoan, Hình Chiêu Lâm, Tề Tư Quân, Tống Uy Long,Tằng Thuấn Hy | MangoTV        |
| 2022 | Gala lễ hội mùa xuân                       | 春晚有心意       | Khách mời      | - Tập ngày 28/1 | IQIYI          |
| 2022 | Xin Chào Thứ 7                             | 你好，星期六     | Khách mời      | - Tập ngày 29/01/2022. Tham gia cùng Úc Khả Duy, Thái Minh                                                                                                  | MangoTV        |
| 2022 | Bạn ơi hãy lắng nghe mùa 2                 | 朋友请听话       | Khách mời      | - Tập 7, 8. Tham gia cùng Lý Vinh Hạo | MangoTV        |
| 2022 | Nguyên tử thiếu niên                       |                  | Khách mời      | - Đêm chung kết show tuyển tú Đài Loan |                |
| 2022 | Đây là mùa hè của tuổi trẻ                 |                  | Khách mời      | - Phát sóng trực tiếp lúc 19 giờ ngày 13/8/2022 | CCTV           |
| 2022 | The Rap of China                           |                  | Khách mời      | - Chưa phát sóng | IQIYI          |
| 2022 | Nhà hàng Trung Hoa 6                       | 中餐厅6          | Thành viên     | - Tham gia cùng Huỳnh Hiểu Minh, Ân Đào, Doãn Chính, Chương Nhược Nam,...                                                                                   | MangoTV        |

## Corncert

### Tiệc sinh nhật
| Năm  | Thời gian       | Tên                                         | Địa điểm                                     | Ghi chú                   |
| ---- | --------------- | ------------------------------------------- | -------------------------------------------- | ------------------------- |
| 2018 | Ngày 3 tháng 10 | Chen Linong MY GIRL 1003 Birthday Party     | Trung tâm thể thao Olympic quốc gia Bắc Kinh | iQIYI phát sóng trực tiếp |
| 2020 | Ngày 3 tháng 10 | Chen Linong 20 BEST Global Birthday Concert | Thượng Hải trực tiếp 20:00                   | TME Live                  |
| 2021 | Ngày 3 tháng 10 | Chen Linong 21 Birthday Concert             | Trực tiếp 20:00                              | TME Live                  |
| 2023 | Ngày 6 tháng 10 | Chen Linong 23 Stay for me Birthday Concert | Thành Đô                                     | QQmusic                   |

### Concert
| Năm  | Thời gian        | Tên                                     | Địa Điểm   | Tiết mục | Ghi chú  |
| ---- | ---------------- | --------------------------------------- | ---------- | --- | -------- |
| 2020 | Ngày 7 tháng 8   | Concert đầu tiên "格格不入"             | Thượng Hải | 《Masterpiece》, 《 Lost In You》,《Unmask》, 《Unbelonging》 《最后章节 + 早该知道》, 《This Is How I Feel You》, 《Taste Of Summer》 | TME Live |
| 2024 | Ngày 28 tháng 12 | "青春为名" 2025 全球巡回演唱会 - 上海站 | Thượng Hải | |          |
| 2025 | Ngày 22 tháng 2  | "青春为名" 2025 全球巡回演唱会 - 广州站 | Quảng Châu | |          |
| 2025 | Ngày 16 tháng 3  | "青春为名" 2025 全球巡回演唱会 - 武汉站 | Vũ Hán     | |          |

### Họp báo
| Năm  | Thời gian             | Tên                         | Địa điểm                 | Tiết mục                   |
| ---- | --------------------- | --------------------------- | ------------------------ | -------------------------- |
| 2020 | 13:00 Ngày 28 tháng 5 | Ra mắt album mới "格格不入" | Mandarin Oriental Taipei | 《This Is How I Feel You》 |

### Các buổi diễn khác
| Năm  | Thời gian        | Tên buổi hòa nhạc                                                                                          | Địa điểm                                                 | Tiết mục                                                 |
| ---- | ---------------- | --- | -------------------------------------------------------- | -------------------------------------------------------- |
| 2018 | Ngày 6 tháng 7   | Zhejiang Satellite TV Running Carnival                                                                     | Thượng Hải                                               | "Fly With You"                                           |
| 2018 | Ngày 4 tháng 8   | Hunan Satellite TV Youth Mango Night                                                                       | Trung tâm Triển lãm và Hội nghị Quốc tế Trường Sa Hồ Nam | "那些你很冒险的梦"                                       |
| 2018 | Ngày 17 tháng 11 | Linxi Night Holographic Concert                                                                            | Nhà thi đấu ở Hạ Môn Kah Kee                             | "I'm Yours"                                              |
| 2018 | Ngày 9 tháng 12  | 2018 Migu Dimension Ceremony                                                                               | Nhà thi đấu Bảo Sơn Thượng Hải                           | "I'm Yours", "解码游戏"                                  |
| 2018 | Ngày 12 tháng 12 | Bazaar Men's 2018 Business Star Power "Wisdom Beauty Pioneer" Annual Ceremony                              | Bắc Kinh                                                 | "I'm Yours"                                              |
| 2018 | Ngày 30 tháng 12 | Leading the 2019 Zhejiang Satellite TV Love You Still Concert                                              | Trung tâm thể thao Vịnh Thâm Quyến                       | "I'm Yours", "Half Is Me", 解码游戏                      |
| 2019 | Ngày 10 tháng 5  | The 2nd Youth Ode to Cross-Strait Youth Original Golden Melody Concert                                     | Vũ Hán                                                   | "Blooming For You"                                       |
| 2019 | Ngày 5 tháng 12  | Sogou IN Grand Ceremony Sogou IN Panorama Selection Ceremony                                               | Bắc Kinh                                                 | "Dream to Wait"                                          |
| 2019 | Ngày 8 tháng 12  | Tencent Music Entertainment Festival                                                                       | MaCao                                                    | "Half Is Me + Blooming For You " "Hợp Đồng Độc Quyền"    |
| 2019 | Ngày 13 tháng 12 | "Singing So Beautiful" Collaboration Stage                                                                 | Trường Sa                                                | "Em Là Quý Giá Nhất"                                     |
| 2019 | Ngày 31 tháng 12 | Beijing Satellite TV BTV Global New Year's Eve Ice and Snow Festival                                       | Bắc Kinh                                                 | "Hạnh phúc đặc biệt"                                     |
| 2020 | Ngày 5 tháng 1   | Kugou Live Ceremony                                                                                        | Quảng Châu                                               | "Hạnh phúc đặc biệt"                                     |
| 2020 | Ngày 23 tháng 1  | 2020 East, South and Northwest Celebrate the New Year                                                      | Ninh Ba                                                  | "Half Your Juice"                                        |
| 2020 | Ngày 5 tháng 5   | Believe in the Future (Benefit Performance)                                                                |                                                          | "Dream to Wait"                                          |
| 2020 | Ngày 1 tháng 6   | Twilight Cloud Concert                                                                                     |                                                          | "《曾经男孩》"                                           |
| 2020 | Ngày 20 tháng 6  | Summer YOYO Strawberry Music Festival                                                                      |                                                          | "Hương vị mùa hè                                         |
| 2020 | Ngày 16 tháng 8  | CCTV "Singing the Summer-2020 Pop Music Concert"                                                           | Bắc Kinh                                                 | "Chương sách cuối cùng", " "Nên biết", "Hương vị mùa hè" |
| 2020 | Ngày 1 tháng 10  | CCTV "2020 Our Chinese Dream Culture Enters Ten Thousand Homes - "Heart to Heart" Condolences Performance" |                                                          | "Thiếu niên"                                             |
| 2020 | Ngày 31 tháng 10 | Hunan Satellite TV "Tmall Double 11 Opening Ceremony"                                                      | Thượng Hải                                               | "Masterpiece", "Điều có thể của đêm"                     |
| 2020 | Ngày 10 tháng 11 | Hunan Satellite TV "Pinduoduo 11.11 Super Fight Night"                                                     |                                                          | "Cô gái", "BEST 造就王者"                                |
| 2020 | Ngày 31 tháng 12 | Zhejiang Satellite TV Beautiful With You 2021 New Year's Eve Party                                         |                                                          | "Youth and Innocent", "BEST 造就王者                     |
| 2020 | Ngày 31 tháng 12 | 2021 Winter Olympics Meet Beijing BRTV Global New Year's Eve Ice and Snow Festival                         | Bắc Kinh                                                 | "BEST 造就王者", "This is How I Feel You"                |
| 2021 | Ngày 29 tháng 1  | CCTV-3 "Top Ranking of Chinese Songs" Awards Gala                                                          | Bắc Kinh                                                 | "Youth and Innocent"                                     |
| 2021 | Ngày 10 tháng 2  | East, West, North, South, and New Years                                                                    | Qingdao                                                  | "Youth and Innocent", "Thiếu niên"                       |
| 2021 | Ngày 11 tháng 2  | CCTV Spring Festival Gala                                                                                  | Bắc Kinh                                                 | "Running Youth"                                          |
| 2021 | Ngày 26 tháng 2  | CCTV Lantern Festival Gala                                                                                 | Bắc Kinh                                                 | "Let's Go, Spring"                                       |
| 2021 | Ngày 13 tháng 6  | Ocean Tide Music Carnival                                                                                  | Thượng Hải                                               | "千万星火 + 年少无邪 + 有梦可待 + 统计学改"              |
| 2021 | Ngày 14 tháng 6  | CCTV Dragon Boat Festival Gala                                                                             |                                                          | "Em là một bài hát trong trái tim tôi"                   |
| 2021 | Ngày 16 tháng 6  | Hunan Satellite TV "Tmall 616 Happy Night Live"                                                            | Trường Sa                                                | "Hợp đồng độc quyền"                                     |
| 2021 | Ngày 27 tháng 6  | Songs of Movies Chinese Classic Movie Songs Concert                                                        | Baoding                                                  | "Youth and Innocent"                                     |
| 2022 | Ngày 13 tháng 8  | Qingzao Music Festival                                                                                     | Giang Tây                                                |                                                          |

## Quảng Cáo và Tạp chí

### Quảng cáo nhóm
| Năm  | Hãng quảng cáo                            | Ghi chú                                                 | Đã hết hạn hợp đồng |
| 2018 | League of Eliminators                     | NINE PERCENT trừ Phạm Thừa Thừa, Justin, Chu chính Đình | Đã hết hạn hợp đồng |
| 2018 | Nongfu Spring                             | NINE PERCENT                                            | Đã hết hạn hợp đồng |
| 2018 | Innisfree                                 | NINE PERCENT                                            | Đã hết hạn hợp đồng |
| 2018 | Pizza Hut Happy Restaurant                | NINE PERCENT                                            | Đã hết hạn hợp đồng |
| 2018 | Yili Mickey                               | NINE PERCENT trừ Phạm Thừa Thừa, Justin, Chu chính Đình | Đã hết hạn hợp đồng |
| 2018 | I DO Champs Kiss Perfume                  | NINE PERCENT trừ Thái Từ Khôn                           | Đã hết hạn hợp đồng |
| 2018 | Mercedes - Benz                           | NINE PERCENT                                            | Đã hết hạn hợp đồng |
| 2018 | The official mobile game of Wu Lin Gaiden | NINE PERCENT                                            | Đã hết hạn hợp đồng |
| 2018 | Libai Xinxin Laundry Beads                | NINE PERCENT                                            | Đã hết hạn hợp đồng |
| 2018 | China Merchants Bank                      | NINE PERCENT trừ Phạm Thừa Thừa, Justin, Chu chính Đình | Đã hết hạn hợp đồng |
| 2019 | Innisfree                                 | NINE PERCENT                                            | Đã hết hạn hợp đồng |

### Quảng cáo cá nhân
| Năm  | Tên sản phẩm                      | Vị trí                                   | Ghi chú                            |
| 2018 | Microvision                       | Ngôi sao mỉm cười                        |                                    |
| 2018 | AbyBOM                            | Đại sứ thương hiệu                       |                                    |
| 2018 | Massimo Dutti                     | Bạn thân thương hiệu                     |                                    |
| 2018 | NetEase Yassing                   | Người phát ngôn                          | Với Trương Nhất Sơn và Tan Songyun |
| 2018 | MISS SIXTYWinter                  | Đại sứ thương hiệu                       |                                    |
| 2018 | Vẻ đẹp Givenchy                   | Bạn thân thương hiệu                     |                                    |
| 2018 | Asus A Bean Notebook              | Giám đốc kinh nghiệm                     |                                    |
| 2018 | Mise En Scène                     | Đại sứ thương hiệu                       |                                    |
| 2018 | Materia Medica                    | Đại sứ thương hiệu                       |                                    |
| 2018 | Maybelline New York               | Đại sứ trang điểm                        |                                    |
| 2018 | Unicharm Shuko                    | Bạn thân thương hiệu                     |                                    |
| 2018 | Safeguard                         | Đại sứ thương hiệu                       |                                    |
| 2018 | Migu Circle                       | Giám đốc sáng tạo                        |                                    |
| 2019 | FOREO Luna                        | Đại sứ thương hiệu sữa rửa mặt           |                                    |
| 2019 | Asus A Bean Notebook              | Đại sứ thương hiệu                       |                                    |
| 2019 | Book Road Project                 | Người ủng hộ tình yêu                    |                                    |
| 2019 | St. Reese Coffee                  | Đại sứ thương hiệu                       |                                    |
| 2019 | Ponds                             | Đại sứ thương hiệu                       |                                    |
| 2019 | Clinique                          | Đại sứ chăm sóc da thương hiệu           |                                    |
| 2019 | Yiliyou Yogurt                    | Đại sứ thương hiệu                       | Với Châu Đông Vũ                   |
| 2020 | Yiliyou Yogurt                    | Đại sứ thương hiệu                       |                                    |
| 2020 | Adidas neo                        | Đại sứ thương hiệu                       |                                    |
| 2020 | Clear                             | Người phát ngôn sạch sẽ và sạch sẽ       |                                    |
| 2020 | Freeplus                          | Người phát ngôn sản phẩm trang điểm      |                                    |
| 2020 | Marvis                            | Đại sứ thương hiệu                       |                                    |
| 2021 | China Children and Teenagers Fund | Đại sứ an toàn cho trẻ em                |                                    |
| 2021 | CEMOY Aussie Mo                   | Đại sứ thương hiệu                       |                                    |
| 2021 | CNP Laboratory                    | Người phát ngôn thương hiệu ở Trung Quốc |                                    |
| 2021 | Yiliyou Yogurt                    | Đại sứ thương hiệu                       |                                    |
| 2021 | GUCCI                             | Đại sứ thương hiệu                       |                                    |
| 2021 | CHAMPION                          | Đại sứ thương hiệu                       |                                    |
| 2022 | Flower Print                      | Người phát ngôn mặt nạ                   |                                    |
| 2022 | Valentino                         | Đại sứ thương hiệu                       |                                    |
| 2022 | Hanajirushi                       | Đại sứ thương hiệu                       |                                    |
| 2022 | Yiliyou Yogurt                    | Đại sứ thương hiệu                       |                                    |
| 2022 | KENZO                             | Đại sứ thương hiệu                       |                                    |

### Tạp chí
| Năm  | Thời gian       | Tên thương hiệu                      | Giai đoạn      | Ghi chú                                                                                   |
| 2018 | Ngày 20 tháng 6 | "Red Show GRAZIA"                    | Số 360         | Trang bìa tạp chí, với các thành viên NINE PERCENT                                        |
| 2018 | Ngày 20 tháng 7 | "NYLON Nylon"                        | Số tháng 7     | Trang bìa tạp chí, với các thành viên NINE PERCENT, ngoại trừ Thái Từ Khôn và Vương Tử Dị |
| 2018 | Ngày 5 tháng 8  | "YOHO! GIRL"                         | Số 8           | Tạp chí điện tử                                                                           |
| 2018 | Ngày 10 tháng 8 | "ELLE World Fashion Garden"          | Số tháng 9     | Trang trong của tạp chí                                                                   |
| 2018 | Ngày 4 tháng 9  | Taiwan version of "VOGUEme"          | Số tháng 9     | Bìa tạp chí                                                                               |
| 2018 | Ngày 1 tháng 10 | "OK! Wonderful"                      | Số 161         | Bìa đôi màu bạc                                                                           |
| 2019 | Ngày 18 tháng 1 | "Harper's Bazaar Men"                | Số đầu tiên    | Tạp chí điện tử                                                                           |
| 2019 | Ngày 1 tháng 4  | "LEON thời trang nam"                | Số 120         | Bìa tạp chí                                                                               |
| 2019 | Tháng 9         | "ELLE Taiwan"                        | Số tháng 9     | Bìa tạp chí, ba ấn bản                                                                    |
| 2019 | Tháng 9         | "HERO Pillars"                       | Số đầu tiên    | Bìa tạp chí, do Ming Pao Culture xuất bản                                                 |
| 2019 | Tháng 10        | "JALOUSE CHINA"                      | Số đặc biệt    | Bìa số đặc biệt                                                                           |
| 2019 | Tháng 11        | "Esquire Black Book"                 | Số đặc biệt    | Bìa số đặc biệt                                                                           |
| 2019 | Tháng 12        | "Esquire Fine"                       | Số 9           | Tạp chí điện tử                                                                           |
| 2020 | Tháng 3         | "Men's Uno Taiwan"                   | Số đặc biệt    | Bìa số đặc biệt                                                                           |
| 2020 | Ngày 1 Tháng 4  | "OK! Wonderful"                      | Số 198         | Nhân vật trang bìa                                                                        |
| 2020 | Tháng 7         | "ELLE Taiwan"                        | Số tháng 7     | Nhân vật trang bìa                                                                        |
| 2020 | Ngày 5 tháng 8  | "Wonderland.M"                       | Người sáng lập | Nhân vật trang bìa                                                                        |
| 2020 | Tháng 9         | "Demeanor men's uno"                 | Số 198         | Nhân vật trang bìa                                                                        |
| 2020 | Tháng 9         | "Respect"                            | Số đầu tiên    | Bìa tạp chí, các trang bên trong                                                          |
| 2020 | Ngày 30 tháng 9 | "Red Show GRAZIA"                    | Số 476         | Bìa tạp chí, các trang bên trong                                                          |
| 2020 | Tháng 11        | "Condé Nast Traveler"                | Số 92          | Bìa tạp chí, các trang bên trong                                                          |
| 2020 | Tháng 12        | "Esquire Fine"                       | Số tháng 11    | Tạp chí điện tử                                                                           |
| 2020 | Tháng 12        | "Men's Fashion LEON"                 | Số 140         | Bìa tạp trí                                                                               |
| 2021 | Ngày 15 tháng 1 | "OK! Wonderful"                      | Số 218         | Nhân vật trang bìa                                                                        |
| 2021 | Tháng 4         | "Rollacoaster Young Chinese Version" | Số đầu tiên    | Bìa tạp chí, các trang bên trong                                                          |
| 2021 | Tháng 8         | "Style Mensuno"                      | Số 209         | Bìa tạp chí, các trang bên trong                                                          |
| 2022 | Tháng 2         | "Rollacoaster"                       | Số tháng 2     | Nhân vật trang bìa                                                                        |
| 2022 | Tháng 6         | "PowerCircles"                       | Số tháng 6     | Bìa tạp chí, các trang bên trong                                                          |
| 2022 | Tháng 8         | "Stream"                             | Số 100         | Bìa tạp chí, các trang bên trong                                                          |

## Giải Thưởng
| Năm  | Giải thưởng                                                  | Giải Thưởng                                                                                           | Tác phẩm được đề cử | Tài liệu khảo        |
| ---- | ------------------------------------------------------------ | --- | ------------------- | -------------------- |
| 2018 | 2018 Bazaar Men of The Year Gala                             | Idol Of The Year                                                                                      | Không có            | [ 16 ]               |
| 2018 | Fan Carnival Awards                                          | Cooking Blogger Award                                                                                 | Không có            | [circular reference] |
| 2018 | Baidu Awards                                                 | Baidu Entertainment Popularity Award                                                                  | Không có            | [circular reference] |
| 2018 | Sina Fashion Style Awards                                    | Commercial Value Artist of the Year                                                                   | Không có            | [circular reference] |
| 2018 | Baidu and Hunan TV party                                     | Male Artist of The Year                                                                               | Không có            | [circular reference] |
| 2019 | Sina Fashion Awards                                          | Most Commercially Valuable Artist of the Year                                                         | Không có            | [ 18 ]               |
| 2019 | Asia New Song Chart 2019 Annual Ceremony                     | The Most Influential Emerging Singer of the Year                                                      | Không có            | [ 19 ]               |
| 2019 | Tencent Music Entertainment Festival                         | Most Popular Hong Kong and Taiwan Male Singers Best-selling digital single of the year ("Half of Me") | Không có            |                      |
| 2019 | Sogou IN Grand Ceremony Sogou IN Panorama Selection Ceremony | Most IN Influential Artist                                                                            | Không có            |                      |
| 2019 | Night of the Film                                            | Most Anticipated New Actor                                                                            | Không có            | [ 20 ]               |
| 2019 | 2019 Weibo Night                                             | Weibo Enterprising Artist of the Year                                                                 |                     | [ 21 ]               |
| 2019 | Jinri Toutiao Awards Ceremony                                | Trendy Artist of the Year                                                                             | [ 22 ]              |                      |
| 2020 | Weibo Awards Ceremony                                        | Rising Artist of the Year                                                                             | [ 23 ]              |                      |
| 2020 | Phoenix Fashion Choice Awards Ceremony                       | Fashion All-round Actor of the Year                                                                   |                     |                      |
| 2020 | Music Festival Miguhui                                       | Most Popular Male Singer in Hong Kong and Taiwan of the Year                                          |                     |                      |
| 2020 | MAHB Esquire Gala                                            | Role model of the Year                                                                                |                     |                      |
| 2020 | Starlight Awards                                             | Leap Movie Actor of the Year                                                                          |                     |                      |
| 2021 | 2nd Tencent Music Entertainment Awards                       | Best Emerging Singer                                                                                  | [ 24 ]              |                      |
| 2021 | 2nd Tencent Music Entertainment Awards                       | Singer with the Most Potential                                                                        | [ 24 ]              |                      |
| 2021 | Ifeng Fashion Choice                                         | Idol Of The Year                                                                                      |                     |                      |
| 2021 | Weibo Movie Night                                            | Potential Actor of the Year                                                                           |                     |                      |
| 2021 | Phoenix Fashion Choice Awards Ceremony                       | Power Singer of the Year                                                                              |                     |                      |
| 2021 | Weibo Star Festival                                          | Star King Award                                                                                       |                     |                      |